# Waffenhammer (Tschirn)
Waffenhammer ist eine Wüstung auf dem Gemeindegebiet von Tschirn im Landkreis Kronach (Oberfranken, Bayern).

## Geographie
Die Einöde lag auf einer Höhe von 500 m ü. NHN im Tal der Tschirner Ködel und war allseits von Wald umgeben. Waffenhammer war nur über einen Wirtschaftsweg erreichbar, der der Tschirner Ködel entlang nach Mauthaus zur Staatsstraße 2207 (6,2 km südlich) bzw. zur Staatsstraße 2198 (2,7 km nördlich) führt. Die Gegend liegt im Naturschutzgebiet Tschirner und Nordhalbener Ködeltal mit Mäusbeutel

## Geschichte
Mit dem Gemeindeedikt wurde Waffenhammer dem 1808 gebildeten Steuerdistrikt Tschirn und der 1818 gebildeten Ruralgemeinde Tschirn zugewiesen. Sie erhielt bei der Vergabe der Hausnummern die Nr. 83 des Ortes Tschirn. Nach 1964 wurde der Ort nicht mehr erwähnt.

### Einwohnerentwicklung
| Jahr      | 001818 | 001861 | 001871 | 001885 | 001900 | 001925 | 001950 | 001961 |
| Einwohner | *      | 14     | 14     | 6      | 17     | 8      | 6      | 0      |
| Häuser    | *      |        |        | 1      | 2      | 2      | 1      | 1      |
| Quelle    | [ 2 ]  | [ 5 ]  | [ 6 ]  | [ 7 ]  | [ 8 ]  | [ 9 ]  | [ 10 ] | [ 11 ] |

## Religion
Der Ort war nach St. Jakob in Tschirn gepfarrt.

## Weblink
- Waffenhammer in der Ortsdatenbank des bavarikon, abgerufen am 20. August 2021.